# 冈伯格-巴赫曼反应
Gomberg–Bachmann反应（又称冈伯格-巴克曼反应、冈伯格-巴赫曼反应、Gomberg芳基偶联反应等）以乌克兰裔美国化学家摩西·冈伯格（Moses Gomberg）和美国化学家沃纳·以马利·巴赫曼（Werner Emmanuel Bachmann）的名字命名，是指重氮盐的酸性溶液用氢氧化钠或乙酸钠的水溶液处理时，发生芳基的偶联反应，生成联芳烃的衍生物的反应。例如，对溴苯胺与苯偶联，得到对溴联苯。
BrC6H4NH2 + C6H6 → BrC6H4−C6H5
这个反应能应用于各种类型的芳香环，包括二茂铁 和醌类。由于重氮盐能发生许多副反应，因此反应产率一般不高，通常低于 40％。
Gomberg–Bachmann 反应的分子内版本为 Pschorr反应（下图）。 其中 Z 基一般是 CH2；CH2CH2；NH；CO，产物为芴、芴酮和咔唑类化合物。

## 反应机理
一般认为是自由基历程：
{\displaystyle {\rm {\ C_{6}H_{5}N_{2}Cl\rightarrow C_{6}H_{5}\cdot +N_{2}+Cl\cdot }}} （均裂）
{\displaystyle {\rm {\ C_{6}H_{5}\cdot +C_{6}H_{5}NO_{2}\rightarrow {\mathit {p}}\!-\!C_{6}H_{5}\!-\!C_{6}H_{4}NO_{2}+H\cdot }}}
{\displaystyle {\rm {\ H\cdot +Cl\cdot \rightarrow HCl}}}